# Campeonato Paraense de Futebol de 1962
O Campeonato Paraense de Futebol de 1962 foi a 50.ª edição da principal divisão do futebol do Pará. Organizada pela Federação Paraense de Desportos, a competição contou com a participação de nove clubes. O Paysandu sagrou-se campeão, conquistando seu 21º título estadual, enquanto a Tuna Luso ficou com o vice-campeonato. Walmir, da Tuna Luso, foi o maior goleador do certame, com 9 gols marcados.[carece de fontes?]
Com o título paraense, o Paysandu também conseguiu o direito de participar do Grupo Norte da Taça Brasil de 1963.

## Participantes
| Equipe             | Cidade     | Títulos (mais recente) | Part. |
| ------------------ | ---------- | ---------------------- | ----- |
| Beneficente Avante | Salvaterra | 0 (não possui)         | 3     |
| Combatentes        | Belém      | 0 (não possui)         | 12    |
| Júlio César        | Belém      | 0 (não possui)         | 16    |
| Liberato de Castro | Belém      | 0 (não possui)         | 3     |
| Paysandu           | Belém      | 20 (1961)              | 46    |
| Remo               | Belém      | 20 (1960)              | 46    |
| Sacramenta         | Belém      | 0 (não possui)         | 2     |
| Tuna Luso          | Belém      | 7 (1958)               | 28    |
| União Sportiva     | Belém      | 2 (1910)               | 31    |

## Premiação
| Campeonato Paraense de 1962     |
| Belém                           |
| ------------------------------- |
| Paysandu Bicampeão (21º título) |